# Histoire de l'Argentine pendant la Seconde Guerre mondiale
L'histoire de l'Argentine pendant la Seconde Guerre mondiale est une période complexe qui commence en 1939, après le déclenchement de la guerre en Europe, et se termine en 1945 avec la capitulation du Japon. L'influence allemande et italienne en Argentine est forte, principalement en raison de la présence de nombreux immigrants des deux pays. La rivalité traditionnelle de l'Argentine avec la Grande-Bretagne renforce la conviction selon laquelle le gouvernement argentin est favorable à la cause allemande. En raison des liens étroits entre l'Allemagne et l'Argentine, malgré les différends internes et les pressions des États-Unis pour rejoindre les Alliés, cette dernière reste neutre pendant la majeure partie de la Seconde Guerre mondiale. Cependant, l'Argentine finit par céder à la pression des Alliés et, le 26 janvier 1944, rompt les relations avec les puissances de l'Axe et leur déclare la guerre le 27 mars 1945.

## Histoire

### Premières années
En 1939, au début de la Seconde Guerre mondiale, Roberto Marcelino Ortiz est le président de l'Argentine. Le pays, dans une période de conservatisme politique, fait face à une crise économique connue sous le nom de Décennie infâme. La Concordancia est accusée de fraude électorale et de corruption. L'Union Civique Radicale est divisée entre FORJA, un parti soutenant le président radical déchu Hipólito Yrigoyen, et la direction officielle de Marcelo Torcuato de Alvear, proche de la Concordancia. Le Parti socialiste et la démocratie progressiste sont également conservateurs. Le Parti communiste, initialement proche des syndicats, favorise les intérêts de l'Union soviétique.
L'armée argentine est germanophile, une tendance en constante augmentation depuis 1904. Il ne s'agit pas d'un rejet de la démocratie, mais plutôt d'une admiration pour l'histoire militaire allemande, qui, combinée à un intense nationalisme argentin, influence une politique de maintien de la neutralité. Cette position est confortée par la tradition militaire argentine (le pays ayant été neutre pendant la Première Guerre mondiale et la guerre du Pacifique, l'anglophobie et le rejet des tentatives étrangères de contraindre l'Argentine à se joindre à une guerre perçue comme un conflit entre pays étrangers sans intérêts argentins en jeu). Seule une poignée de chefs militaires sont en fait des partisans d'Adolf Hitler. La guerre donne un coup de pouce à l'économie argentine, car les importations en provenance de Grande-Bretagne sont réduites. Ainsi commence un processus d'industrialisation de substitution des importations, qui a eu quelques antécédents pendant la Grande Dépression, déclenchant un processus de migration interne, les personnes vivant à la campagne ou dans des villages se déplaçant vers les centres urbains.

### Divisions croissantes
Les réactions et les positions à l'égard de la guerre deviennent plus complexes avec le développement du conflit. Les principaux partis politiques, journaux et intellectuels soutiennent les Alliés, mais le vice-président Ramón Castillo maintient sa neutralité. Ortiz, bien que malade du diabète, ne démissionne pas. La position de l'Argentine vis-à-vis de la guerre engendre des différends entre eux, mais la position de Castillo prévaut. La FORJA soutient la neutralité, y voyant l'opportunité de se débarrasser de ce qu'elle considère comme une ingérence britannique dans l'économie argentine. Certains trotskistes font de la lutte contre le Troisième Reich une première étape d'une lutte des classes internationale. L'armée et certains nationalistes soutiennent l'industrialisation et voient dans la neutralité un moyen de s'opposer au Royaume-Uni. Des plans sont faits pour envahir les îles Falkland sous contrôle britannique, mais n'ont jamais été mis à exécution. En revanche, le journal El Pampero, financé par l'ambassade d'Allemagne, soutient Hitler.
Les raisons pour lesquelles Castillo reste neutre sont diverses. La tradition argentine de neutralité, la tradition nationaliste de Castillo ou encore le fait que Castillo n'a tout simplement pas le pouvoir d'aller à l'encontre des souhaits de l'armée et serait destitué par un coup d'État militaire si la guerre était déclarée. Un autre point de vue considère que les États-Unis sont le seul artisan de l'entrée de l'Argentine dans la guerre, tandis que le Royaume-Uni bénéficie de la neutralité argentine, car elle est un important fournisseur de bétail. Probablement, c'est une combinaison des désirs de la diplomatie britannique et de l'armée argentine qui prévaut sur les factions pro-guerre.
Le député socialiste Enrique Dickmann crée une commission au Congrès national pour enquêter sur une tentative allemande de s'emparer de la Patagonie et de conquérir le reste du pays. Le député conservateur Videla Dorna affirme que le véritable risque est une invasion communiste, et FORJA estime qu'une invasion allemande n'est qu'un risque potentiel, tandis que la domination britannique de l'économie argentine est bien une réalité.
Une mission diplomatique du lord britannique Willingdon conclut des traités commerciaux par lesquels l'Argentine envoie gratuitement des milliers de bovins en Grande-Bretagne, marqués aux couleurs argentines et portant la mention « good luck » (bonne chance). Alvear, El Pampero et FORJA critiquent cet arrangement, Arturo Jauretche déclare que certaines provinces argentines souffrent de malnutrition.

#### Pearl Harbor

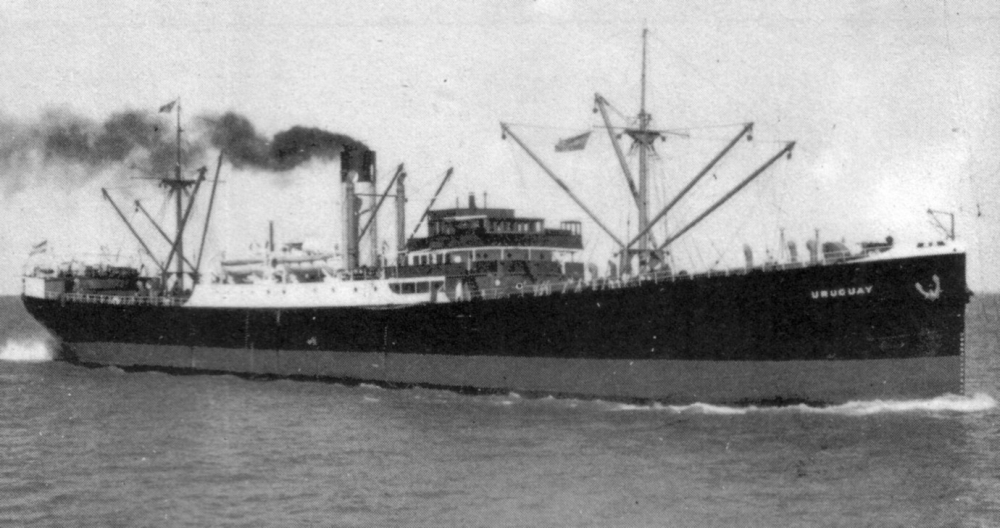
Le navire marchand argentin Uruguay, coulé par le sous-marin allemand U-37,

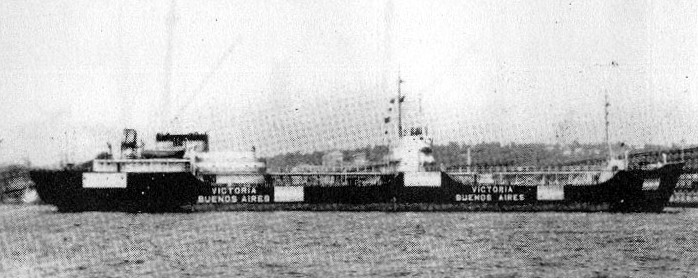
Victoria, endommagée par l'U-201.

La situation change radicalement après l'attaque japonaise de Pearl Harbor et la déclaration de guerre de Washington au Japon. Les États-Unis veulent que tous les pays d'Amérique latine rejoignent les Alliés afin d'édifier une résistance à l'échelle du continent. Le refus de l'Argentine de se conformer à cette directive motive un embargo et un blocus contre elle. Castillo déclare toutefois l'état d'urgence après l'attaque de Pearl Harbor.

### Coups d'État militaires
Le mandat de Castillo doit prendre fin en 1944. Il est prévu que ce soit Agustín Pedro Justo qui se présente une seconde fois à la présidence du conseil, mais après sa mort soudaine en 1943, Castillo choisit Robustiano Patrón Costas. L'armée n'est pas disposée à soutenir la « nécessaire fraude électorale » pour garantir la victoire de Costas, ni à poursuivre des politiques conservatrices, ni à risquer que Costas brise la politique de neutralité du pays. Un certain nombre de généraux réagissent en créant une organisation secrète appelée le Groupe des officiers unis (GOU) afin de chasser Castillo du pouvoir. Le futur président Juan Perón est membre de ce groupe, mais ne soutient pas un coup d'État anticipé, recommandant plutôt de reporter le renversement du gouvernement jusqu'au moment où les comploteurs auront élaboré un plan de réformes nécessaires. Si la fraude électorale était confirmée, le coup d'État devait avoir lieu à un moment proche des élections, mais vu les rumeurs d'un éventuel limogeage du ministre de la Guerre, Pedro Pablo Ramírez, il a été anticipé.
On ne sait pas si Costas aurait maintenu la neutralité argentine. Quelques faibles déclarations de soutien à la Grande-Bretagne et ses liens avec des factions pro-alliées suggèrent plutôt que s'il était élu président, il aurait probablement déclaré la guerre.
Le coup d'État militaire qui dépose Castillo a lieu le 4 juin 1943 et est considéré comme la fin de la Décennie infâme et le point de départ de la Révolution de 1943. Arturo Rawson prend de facto le pouvoir en tant que président. Au cours de ses premiers jours, la nature du coup d'État n'est pas bien claire. De fait, les responsables de l'ambassade d'Allemagne brûlent leurs documents par crainte d'un coup d'État pro-allié, tandis que l'ambassade des États-Unis le considère comme un coup d'État pro-Axe,.
Rawson rencontre un délégué de l'ambassade britannique le 5 juin et promet qu'il rompt les relations avec les puissances de l'Axe et déclarera la guerre dans les 72 heures, mais un nouveau coup d'État le destitue au profit de Pedro Pablo Ramírez. Ainsi, Rawson devient le président non intérimaire dont la durée de fonction est la plus brève de l'histoire argentine.

### La révolution de 1943

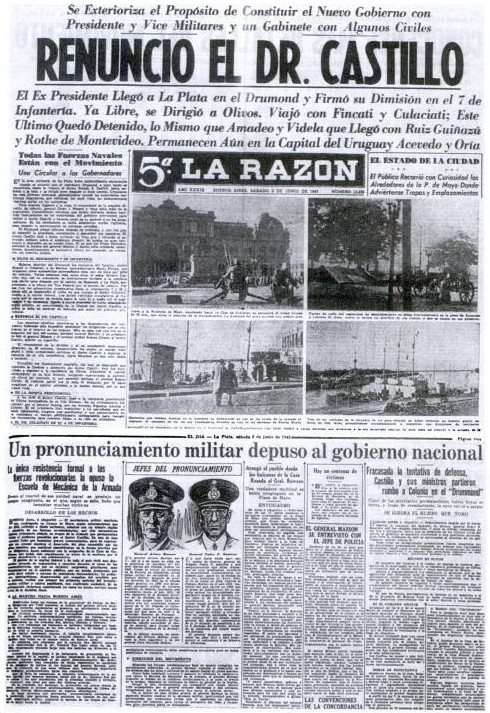
Un journal annonçant le début de la Révolution de 1943.

Le nouveau gouvernement met en œuvre une politique progressiste et réactionnaire. Il fixe des prix maximaux pour les produits populaires, réduit les loyers, annule les privilèges de la société Chadopyff et rend les hôpitaux gratuits. En contrepartie, il s'occupe des syndicats, ferme le journal communiste La Hora et impose l'éducation religieuse dans les écoles. Juan Perón et Edelmiro Julián Farrell, issus du ministère de la Guerre, favorisent les relations entre l'État et les syndicats.
Le Parti communiste s'aligne sur la politique diplomatique de l'Union soviétique, soutenant la neutralité et s'opposant, pendant les premiers stades de la guerre, à l'influence britannique en Argentine, conformément au traité de non-agression entre l'Allemagne et l'Union soviétique. Le lancement de l'opération Barbarossa et l'entrée des Soviétiques dans la guerre changent la donne. Les communistes deviennent pro-guerre et ne soutiennent plus les grèves ouvrières dans les usines britanniques situées en Argentine. Ce changement réduit le soutien des travailleurs envers le Parti communiste au profit de Perón et du nouveau gouvernement.
En conséquence, le Parti communiste s'oppose au gouvernement, le taxant de « pro-nazi ». Perón répond aux reproches communistes, affirmant que « les arguments employés sont très connus. Ils disent que nous sommes des « nazis », je déclare que nous sommes aussi loin du nazisme que de toute autre idéologie étrangère. Nous ne sommes que des Argentins et voulons avant tout le bien commun des Argentins. Nous ne voulons plus de fraude [électorale], ni de mensonges. Nous ne voulons pas que ceux qui ne travaillent pas vivent de ceux qui le font. »
Le gouvernement entame des discussions diplomatiques avec les États-Unis, l'Argentine demande des avions, du carburant, des navires et du matériel militaire. Le chancelier argentin Segundo Storni (en) fait valoir que, « bien que l'Argentine se soit abstenue de participer à la guerre, elle reste plus proche des Alliés, leur livrant de la nourriture, et que jusque-là les puissances de l'Axe n'avaient pris aucune mesure contre le pays pour justifier une déclaration de guerre ». le secrétaire d'État Cordell Hull répond que l'Argentine est le seul pays d'Amérique latine à ne pas avoir rompu ses relations avec l'Axe, que la nourriture argentine est achetée à un prix lucratif et que le matériel militaire américain est destiné aux pays déjà en guerre, dont certains sont confrontés à des pénuries de carburant bien plus graves que l’Argentine. Storni démissionne après cet échec. Les États-Unis prennent de nouvelles mesures pour accroître la pression sur l'Argentine. Toutes les entreprises argentines soupçonnées d'avoir des liens avec les puissances de l'Axe sont inscrites sur une liste noire et boycottées. L'approvisionnement en papier journal est limité aux journaux pro-alliés. Les exportations américaines d'appareils électroniques, de produits chimiques et d'infrastructures pour la production de pétrole sont stoppées. Les propriétés de quarante-quatre sociétés argentines sont saisies et les prêts sont suspendus. Tiraillés entre pressions diplomatiques et économiques, voulant éviter une guerre ouverte contre l'Argentine, les États-Unis optent pour la première option afin d'éviter de perturber l'approvisionnement alimentaire de la Grande-Bretagne. De fait, les États-Unis peuvent exercer une plus grande pression sur l'Argentine que la Grande-Bretagne.

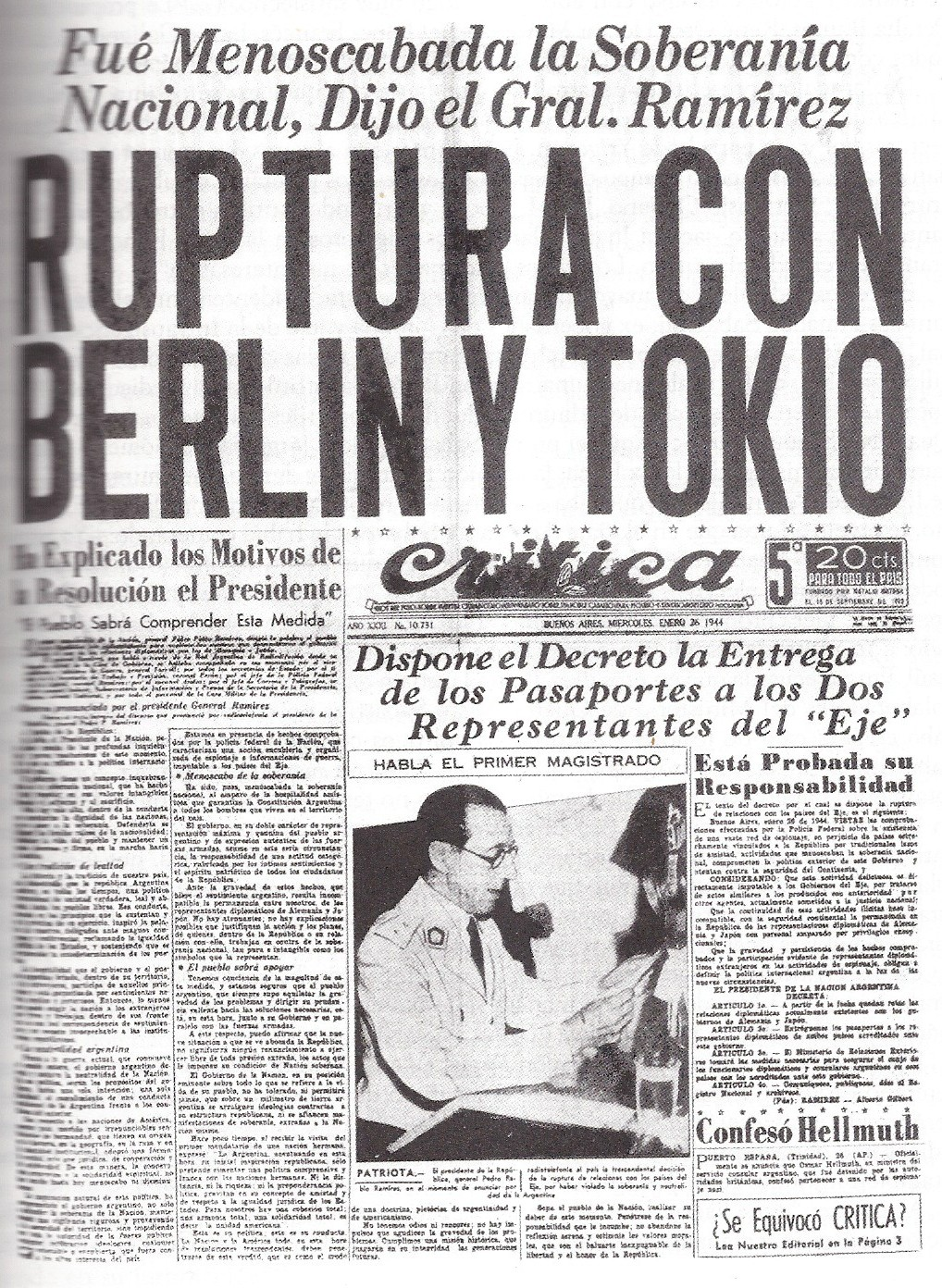
Un journal annonçant la rupture des relations diplomatiques de l'Argentine avec les puissances de l'Axe le 26 janvier 1944.

Les États-Unis accusent l'Argentine d'être impliquée dans le coup d'État de Gualberto Villarroel en Bolivie, ainsi que d'un complot visant à recevoir des armes d'Allemagne, après le refus allié, pour faire face à la menace d'une invasion par les États-Unis ou par le Brésil agissant à leur place. Cependant, il est peu probable que l'Allemagne ait fourni de telles armes, compte tenu de la situation détériorée en 1944. Ramírez convoque une nouvelle réunion du GOU, et le 26 janvier 1944, décidé à rompre les relations diplomatiques avec les puissances de l'Axe, mais sans déclaration de guerre.
La rupture des relations avec l'Axe entraîne des troubles au sein de l'armée et Ramírez envisage de « sortir » Farrell et Perón du gouvernement. Cependant, leur parti découvre le plan de Ramírez, quitte le GOU, puis déclenchent un coup d'État. Le 24 février 1944, Edelmiro Julián Farrell devient le nouveau président argentin.
Les États-Unis refusent de reconnaître Farrell, favorable à la neutralité argentine. Farrell s'auto-intronise le 2 mars 1944 et deux jours plus tard, les États-Unis rompent leurs relations avec l'Argentine. Winston Churchill se plaint de la politique brutale des États-Unis envers l'Argentine, soulignant que les approvisionnements argentins sont vitaux pour les Britanniques et qu'en supprimant leur présence diplomatique dans le pays ils forceraient l'Argentine à demander la protection de l'Axe. La diplomatie britannique cherche à garantir l'approvisionnement en nourriture argentine en signant un traité, tandis que la politique diplomatique américaine cherche à empêcher sa signature. Hull ordonne la confiscation des marchandises argentines, la cessation du commerce bilatéral, l'interdiction à tout navire américain de débarquer dans les ports argentins, accusant l'Argentine d'être le « quartier général nazi dans l'hémisphère occidental ».
À ce stade, les États-Unis envisagent de soutenir le Brésil dans une attaque contre l'Argentine, plutôt que de le faire eux-mêmes. Cela permettrait de soumettre l'Argentine sans l'intervention ouverte des États-Unis qui fourniraient navires et bombes. L'ambassadeur du Brésil à Washington souligne que Buenos Aires pourrait être complètement détruite par l'armée de l'air brésilienne.

### Fin de la guerre

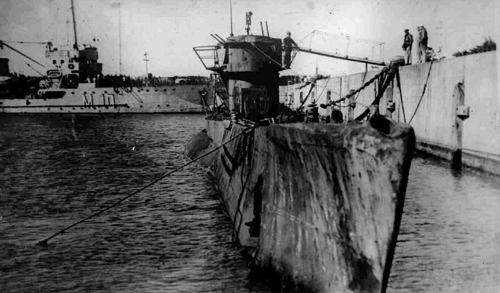
Le sous-marin allemand U-977 amarré à Mar del Plata, après avoir été remis à la marine argentine en août 1945.

La libération de Paris en août 1944 donne de nouveaux espoirs aux factions pro-alliées en Argentine, qui y voient un présage de la possible chute du gouvernement argentin et appellent à de nouvelles élections. Les manifestations de soutien à Paris se transforment rapidement en manifestations contre le gouvernement, entraînant des incidents avec la police.
La rumeur selon laquelle certains politiciens argentins en Uruguay créeraient un gouvernement en exil se propage mais le projet n'aboutit pas. Le président américain Franklin Delano Roosevelt soutient les déclarations de Hull sur l'Argentine, citant Churchill lorsqu'il déclare que « l'histoire jugera toutes les nations pour leur rôle dans la guerre, belligérants et neutres ».
Au début de 1945, la Seconde Guerre mondiale touche à sa fin. L'Armée rouge prend Varsovie, se rapproche de la frontière allemande et Berlin est attaquée. La victoire des Alliés est imminente. Perón, l'homme fort du gouvernement argentin, présage que les vainqueurs seront les protagonistes de la politique internationale pendant les prochaines décennies et en conclut que le fait de rester neutre jusqu'à la fin de la guerre forcerait le pays au mieux à l'isolationnisme.
Le départ du secrétaire d'État Hull, remplacé par Edward Stettinius, Jr, facilite les nouvelles négociations. Les demandes américaines à l'Argentine se résument à la convocation d'élections, la déclaration de guerre aux puissances de l'Axe, l'éradication de toute présence nazie dans le pays et une coopération complète avec les organisations internationales. Perón accepte et les organisations allemandes sont dissoutes, les manifestations pro-nazies interdites, les marchandises allemandes saisies et la marine marchande argentine ignore le blocus allemand.
Ces mesures facilitent les relations avec les États-Unis. Lorsque les Alliés pénètrent à Francfort, l'Argentine officialise les négociations. Le 27 mars 1945, par le décret no 6945, l'Argentine déclare la guerre au Japon et par extension à son allié, l'Allemagne. FORJA s’éloigne du gouvernement. Arturo Jauretche admettra que le pragmatisme de Perón est la meilleure option pour le pays et que sa perspective idéaliste de garder une position neutre jusqu'à la fin de la guerre aurait été néfaste.
Le 10 avril 1945, le Royaume-Uni, la France, les États-Unis et les autres pays d'Amérique latine rétablissent les relations diplomatiques avec l'Argentine. Néanmoins, l'hostilité diplomatique des États-Unis envers l'Argentine refait surface après la mort inattendue de Roosevelt, auquel succède Harry S. Truman, l'ambassadeur Spruille Braden organisant l'opposition au gouvernement de Farrell et Perón.
La dernière défaite nazie sur le théâtre européen de la Seconde Guerre mondiale a lieu un mois plus tard et est accueillie par des manifestations de joie à Buenos Aires. Des manifestations similaires ont lieu en août, après la capitulation du Japon, mettant fin à la Seconde Guerre mondiale. Farrell lève l'état d'urgence déclaré par Castillo après l'attaque de Pearl Harbor de 1941.

### Les Argentins pendant la Seconde Guerre mondiale
Pendant la Seconde Guerre mondiale, même si l'Argentine était officiellement un pays neutre, 4 000 Argentins ont servi dans les trois forces armées britanniques. Plus de 600 volontaires argentins ont servi à la fois dans la Royal Air Force et dans l'Aviation royale canadienne, principalement dans l'escadron no 164 (argentin) dont le blason portait le soleil du drapeau de l'Argentine et de la devise « Firmes Volamos » (Déterminés nous volons). 
Maureen Dunlop, née à Quilmes, a quitté ses parents australo-anglais pour rejoindre l'Air Transport Auxiliary (ATA). Elle a enregistré plus de 800 heures de service, transférant des Spitfires, des Mosquitos, des P-51 Mustangs, des Typhoons et divers types de bombardiers, dont des Wellington et Lancaster vers les stations de première ligne de la RAF. Après avoir été photographiée en train de quitter son Fairey Barracuda, elle a figuré sur la couverture de Picture Post le 16 septembre 1942, devenant une « pin-up » en temps de guerre. Revenue en Argentine après la guerre, elle a continué à travailler en tant que pilote professionnel, formant des pilotes de l'Armée de l'air argentine. Par la suite, elle a élevé des chevaux arabes pur sang avec son mari dans leur haras, Milla Lauquen Stud,,.
Près de 500 Argentins ont servi dans la Royal Navy à travers le monde, de l'Atlantique Nord au Pacifique Sud. Beaucoup d'entre eux, comme John Godwin, faisaient partie des forces spéciales.
De nombreux membres de la communauté anglo-argentine se sont également portés volontaires pour des postes non liés au combat ou ont travaillé pour collecter des fonds et des fournitures pour les troupes britanniques. En avril 2005, un service spécial de commémoration a eu lieu en l'église RAF de St Clement Danes à Londres.
Le 9 mai 2015, les restes du capitaine de groupe volontaire argentin Kenneth Langley Charney DFC & Bar sont rapatriés et enterrés au cimetière britannique de Buenos Aires. Charney est né à Quilmes en Argentine, en 1920, et mort à Andorre en 1982.

### Présence nazie
Avant la guerre, l'Argentine a accueilli une entité pro-nazie forte et bien organisée, contrôlée par l'ambassadeur d'Allemagne. À la fin des années 1940, sous la direction de Juan Perón, le gouvernement autorise discrètement l'entrée d'un certain nombre de criminels de guerre fuyant l'Europe après l'effondrement de l'Allemagne nazie. Le nombre de nazis qui ont fui vers l'Argentine dépasse les 300 unités. En mai 1960, l'administrateur de l'Holocauste Adolf Eichmann est enlevé en Argentine par le Mossad et traduit en justice en Israël. Il a été exécuté en 1962.

## Galerie

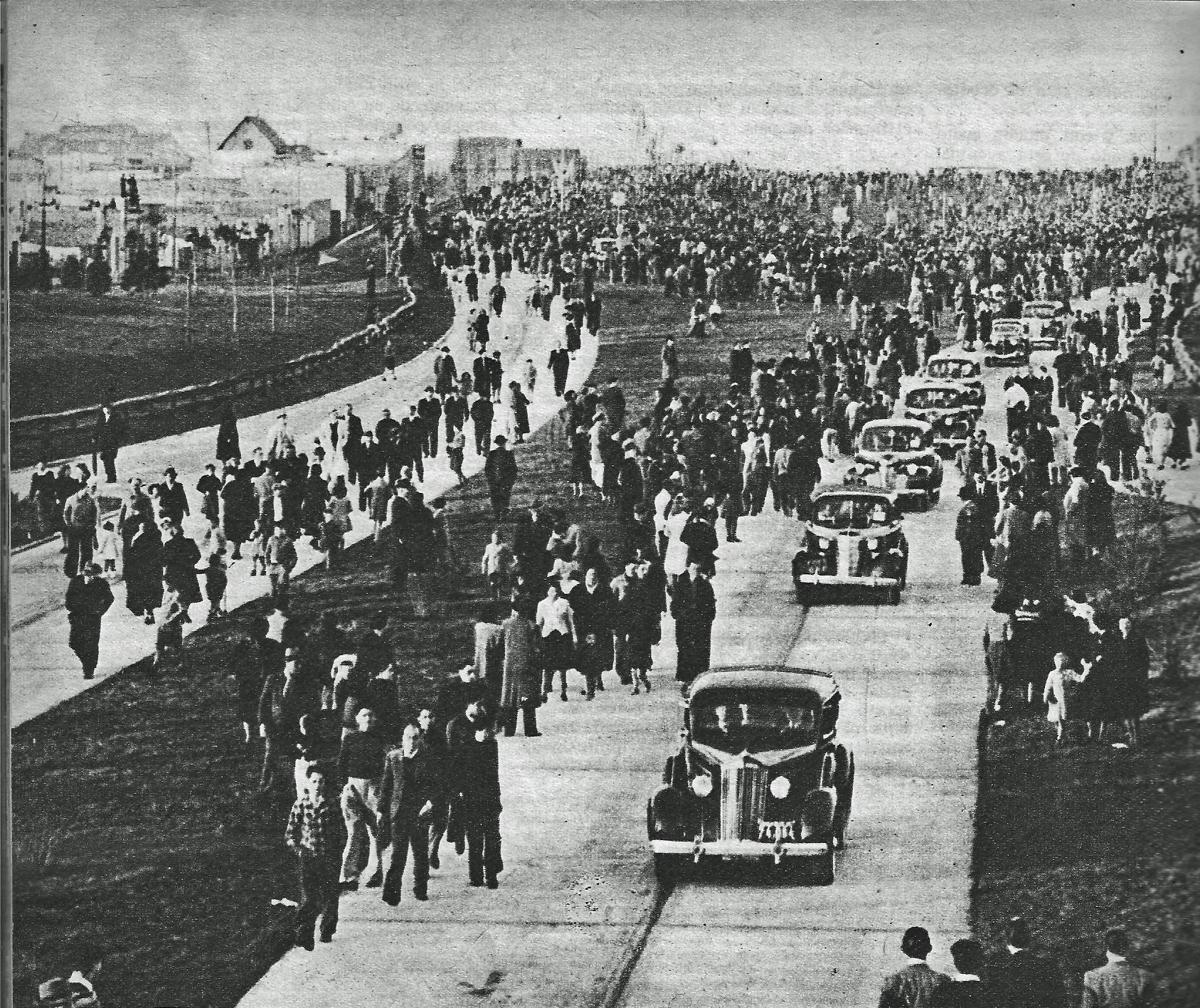
L'inauguration de l'Avenida General Paz en 1941.
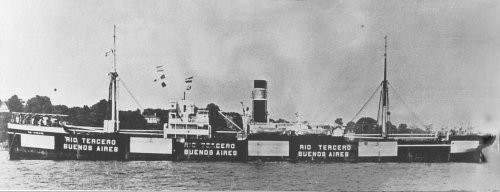
Le navire argentin Rio Tercero, coulé par un U-202 au large de New York le 22 juin 1942.
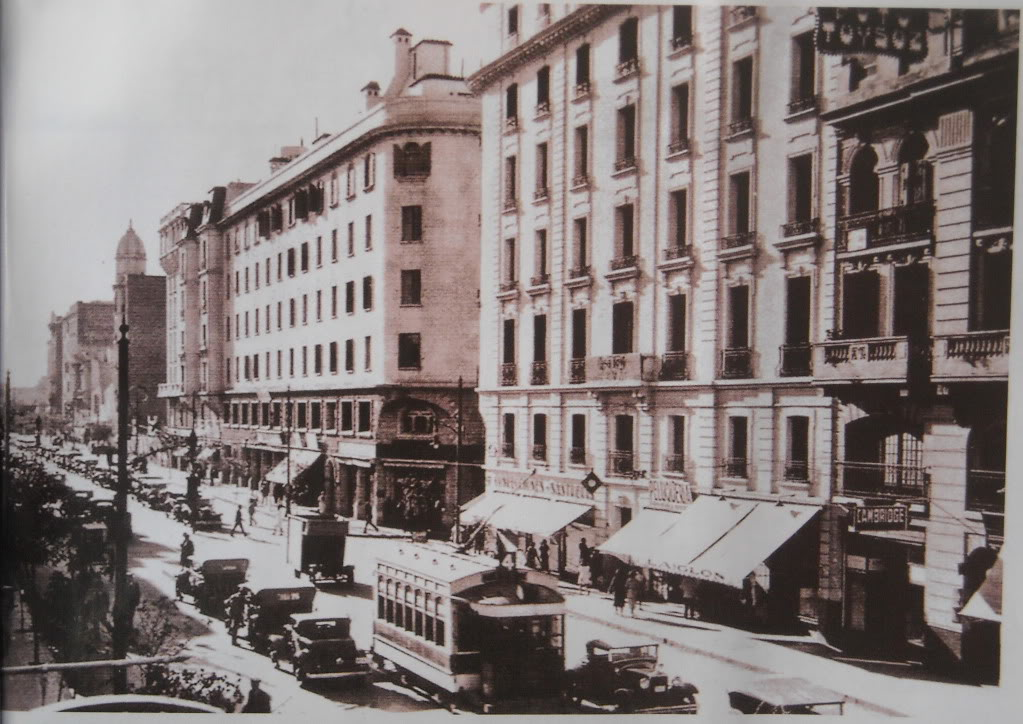
Avenue Emilio Olmos de Cordoue en 1943.
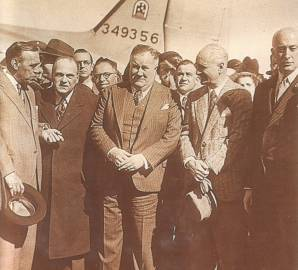
Spruille Braden, l'ambassadeur américain en Argentine et d'autres en 1945.